# Barney (cràter)
Barney és un cràter d'impacte en el planeta Mercuri de 29 km de diàmetre. Porta el nom de la dramaturga, poetessa i novel·lista estatunidenca Natalie Clifford Barney (1876-1972), i el seu nom va ser aprovat per la Unió Astronòmica Internacional el 2013.